# Zana Briski

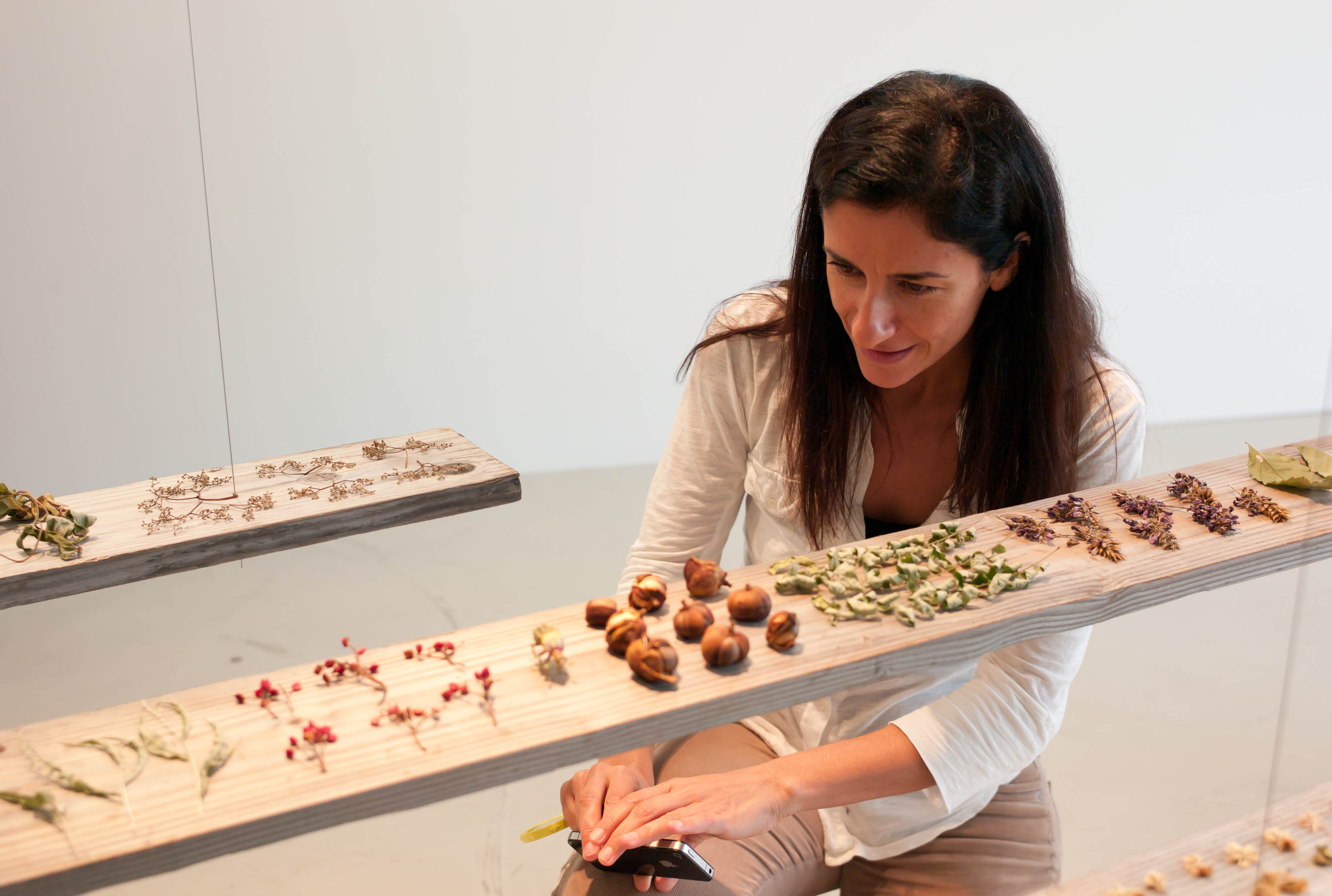
Zana Briski (2011)

Zana Briski (* 25. Oktober 1966 in London) ist eine britische Fotografin und Dokumentarfilmerin. Für ihren Film Im Bordell geboren – Kinder im Rotlichtviertel von Kalkutta gewann sie 2005 einen Oscar.

## Leben
Briski studierte an der University of Cambridge und dem International Center of Photography in New York. 1995 reiste sie erstmals nach Indien und berichtete über die dortige Kindstötung. 1997 kehrte sie dorthin zurück und begann mit der Arbeit an einem Projekt über Prostitution in Kalkutta. Für ihre Fotografien gewann Briski zahlreiche Preise und Stipendien, darunter 2000 ein erster Platz der World Press Photo Foundation in der Kategorie Daily Life. 2002 gründete sie die Organisation Kids with Cameras.
Bei ihrem Dokumentarfilm Im Bordell geboren – Kinder im Rotlichtviertel von Kalkutta (orig: Born into Brothels: Calcutta's Red Light Kids) über die Kinder von Prostituierten in Kalkuttas Rotlichtviertel, für den sie jahrelang recherchiert hatte und der schließlich 2004 Premiere hatte, übernahm sie gemeinsam mit Ross Kauffman die Produktion, die Regie, die Kameraführung und schrieb das Drehbuch. Beide wurden bei der Oscarverleihung 2005 mit einem Oscar in der Kategorie Bester Dokumentarfilm ausgezeichnet. Sie gewannen außerdem eine Vielzahl an weiteren Auszeichnungen bei verschiedenen internationalen Filmfestivals und Preisverleihungen, darunter beispielsweise der National Board of Review Award, Independent Spirit Award oder der LACFA-Award. Dazu kam der Publikumspreis beim Sundance Film Festival und eine Nominierung bei den DGA Awards.